# Terraplaza

## Bemutatás
A TerraPlaza Kft.-t 2009-ben  alapították Magyarországon. Elsősorban egzotikus állatvásár és kiállítás szervezésével és maga a rendezvény lebonyolításával foglalkozik. Mára már évi 10.000 látogató jön el, mint állandó vendég és egyre több új érdeklődő. A börzén több, mint 100 válogatott kereskedő, akik a szakma legjobbjai, közülük 10 országból jönnek olyanok, akik a maguk által tenyésztett különleges állatokat állítják ki és értékesítik, ahol a vevők, érdeklődők magától a tenyésztőtől kapják meg az állatokkal kapcsolatos szakmai tanácsokat. Az állatok tenyésztése mellett rengeteg kiskereskedőnek ad helyet a rendezvénysorozat, ahol felszereléseket, eleségállatokat, kézzel készített termékeket és ásványokat is megvásárolhatnak a látogatók. 
Minden rendezvényen a szakma elismert tenyésztői és innovatív kutató szakemberei ingyenes szakmai előadásokat tartanak az érdeklődőknek.

## Történet
A Terraplaza Kft. egy internetes szakmai „pókos” fórumból nőtte ki magát. Itt a kezdetek kezdetén pár száz ember oszthatta meg tartási szokásait, tanácsait másokkal. A szakma elkezdte kinőni magát, így ötletként felmerült, hogy vásárt, összejöveteleket kellene tartani az érdeklődőknek. Az első TerraPlaza az ELTE TTK Déli épületének a folyosóin volt megtartva, majd a többezres érdeklődésre tekintettel pár évre rá átköltözött a rendezvénysorozat a Lurdy Konferenciaközpontba, ahol a helyszín sokkal tágasabb és kényelmesebb a vendégek és a kereskedők számára egyaránt. 
2015 szeptemberében úgy bizonyult, hogy vidéken is nagy népszerűségnek örvend a rendezvény, így Győrben is megnyitotta kapuit a TerraPlaza. Mára a Facebookon mérhető rajongói tábora több, mint 40.000 fő.

## Miért is?
Felmerülhet a kérdés, hogy mégis mit takar Magyarországon az egzotikus állatok kiállítása és vására. Felsorolásképp ezek az állatok tartoznak az egzotikus kategóriaba: madárpókok, hüllők (kaméleon, gekkó, agáma, leguán, kígyó, varánusz…stb), sünök, tanrek, görény, különleges macskák, kétéltűek, halak, rákok, száraz és vízi teknősök… stb.
A rendezvény területén kívül, a látogatók éttermekbe tudnak ebédelni, nézelődni a bevásárló központban, moziba menni. Bankautomata és pénzváltó is biztosítva van a külföldi vendégek számára is.